# ذا بانر ساغا 3
ذا بانر ساغا 3 (بالإنجليزية:The Banner Saga 3)، هي لعبة فيديو أمريكية، صدرت اللعبة في السوق يوم 24 يوليو 2018، وتعمل لمنصات مايكروسوفت ويندوز، بلاي ستيشن 4،إكس بوكس ون، نينتندو سويتش وماك أو إس.